# Heptachispa
Heptachispa es un género de escarabajos  de la familia Chrysomelidae. En 1953 Uhmann describió el género. Contiene las siguientes especies:
- Heptachispa crassicornis (Chapuis, 1877)
- Heptachispa delkeskampi (Uhmann, 1940)
- Heptachispa sordidula (Weise, 1913)
- Heptachispa texta (Uhmann, 1940)
- Heptachispa vitticollis (Weise, 1911)